# Sinsemilia
Sinsemilia to francuski zespół muzyki reggae założony w Grenoble, w roku 1990.

## Dyskografia
- Première Récolte (1996)
- Résistance (1998)
- Tout c'qu'on a (2000)
- Sinsemilia part en live (2002)
- Debout, les yeux ouverts (2004
- En Quête De Sens (2009)